# Fox Conner
Pour les articles homonymes, voir Conner.
Fox Conner (Slate Springs, Mississippi, 2 novembre 1874 - Washington, D.C., 13 octobre 1951) est un Major General de l'US Army. 

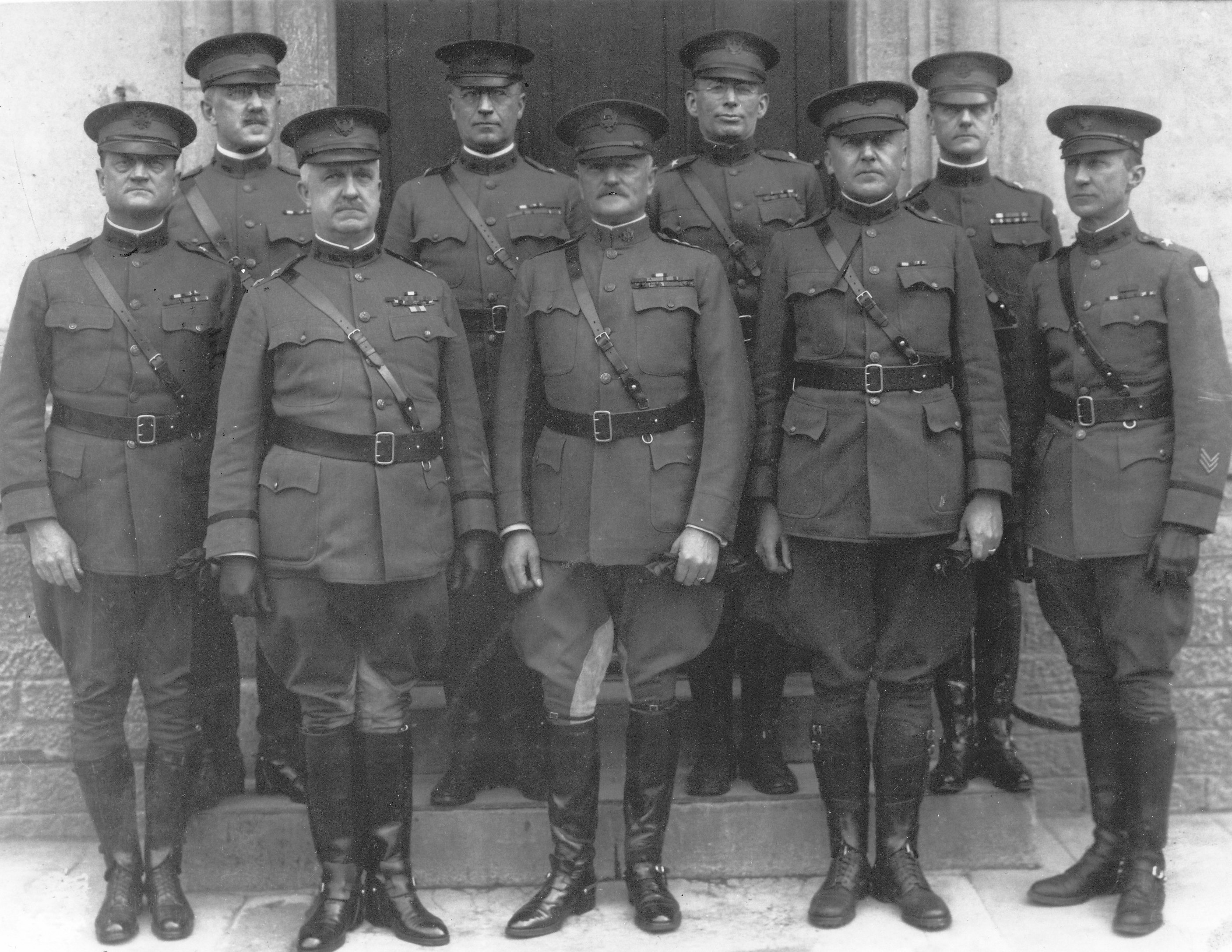
Fox Conner et le général John J. Pershing avec les membres de l'état-major de son quartier général à Chaumont, 1918.

Il servit, sous le commandement du général John Pershing, comme chef des opérations dans le Corps expéditionnaire américain durant la Première Guerre mondiale. Mais il est surtout connu comme « l'homme qui a fait Eisenhower » qu'il eut sous ses ordres dans les années 1920.

## Source
- (en) Cet article est partiellement ou en totalité issu de l’article de Wikipédia en anglais intitulé « Fox Conner » (voir la liste des auteurs).